# ボルガルネース
ボルガルネース（氷語: Borgarnes、「町のある岬」意）はアイスランドの中では比較的小規模なフィヨルド、ボルガルフィヨルズル (Borgarfjörður) の湾に突き出ている半島に位置する小さな町である。2007年時点での人口は 1930。
アイスランドの首都レイキャヴィークの北 60 km に位置し、アイスランドで二番目に大きな橋ボルガルフィヤルザルブルー (Borgarfjarðarbrú) でアイスランド本島との交通が維持されている。ボルガルビッグズ (Borgarbyggð) 自治体に属し、同自治体で最大の町である。

## 歴史
ボルガルネースが歴史上初めて表れるのはエギルのサガにおいてである。そこではボルガルネースではなくディグラネース (Digranes) という名前で呼ばれている。ボルガルネースでの最初の入植者はスカットラグリームル (Skallagrímur) の船乗り仲間であったグラニ (Grani) であり、入植後ボルガルフィヨルズル一帯を治めた。その後の入植などの記録は、19世紀に至るまで残っていない。
アイスランドがデンマークとの独占貿易から解放された後から、ボルガルネースの辺りには貿易施設が増え始めた。デンマーク王フレデリク7世は1861年に、貿易の許可免状をボルガルネースに与えた。
ボルガルネースで最初の（ある程度の規模を持った）建築物は、缶詰め工場であった。これは 1857 年に建てられたが、数年後に撤去された。その後 1877 年には貿易所が建てられ、その頃から居住者が増え始めた。

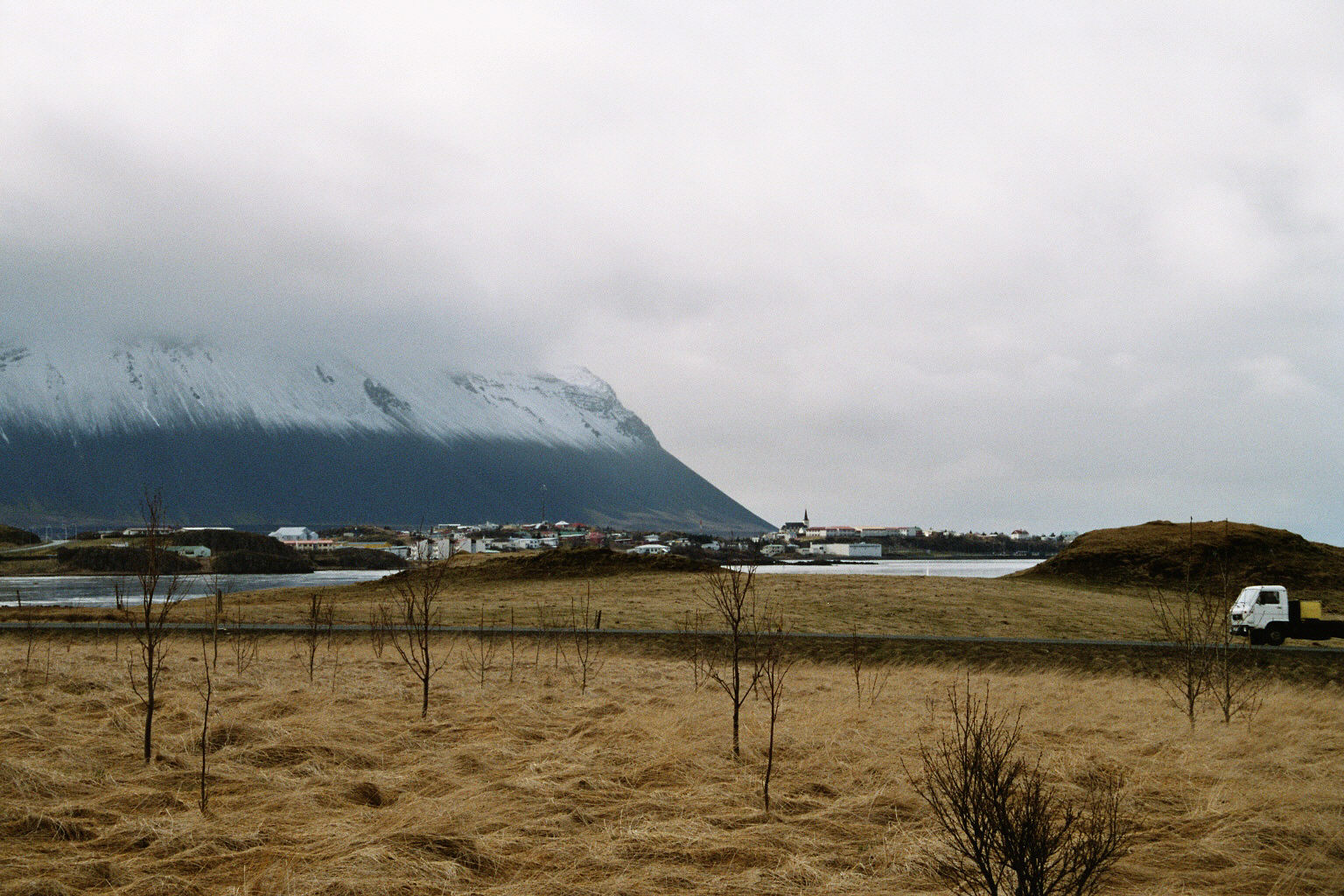
冬期のボルガルネース。町の背後に見える山はハプナルフィヤットル (Hafnarfjall)。

1913年にボルガルネースは、行政区画の「町」としてボルガルネースフレップル (Borgarneshreppur) という名前で登録された。町名は1987年に変わり、1994年にフロインフレップル (Hraunhreppur)、ノルズルアゥルダールスフレップル (Norðurárdalshreppur) およびスターフホルツトゥングナフレップル (Stafholtstungnahreppur) と合併して、ボルガルビッグズを元にしたボルガルネースベイル (Borgarnesbær) という名前になった。その際、印章と役場はボルガルネースのものを引き継いだ。1998年には、アゥルタネースフレップル (Álftaneshreppur)、ボルガルフレップル (Borgarhreppur)、スヴェールアゥルフリーザルフレップル (Þverárhlíðarhreppur) も同様に合併した。

## 経済

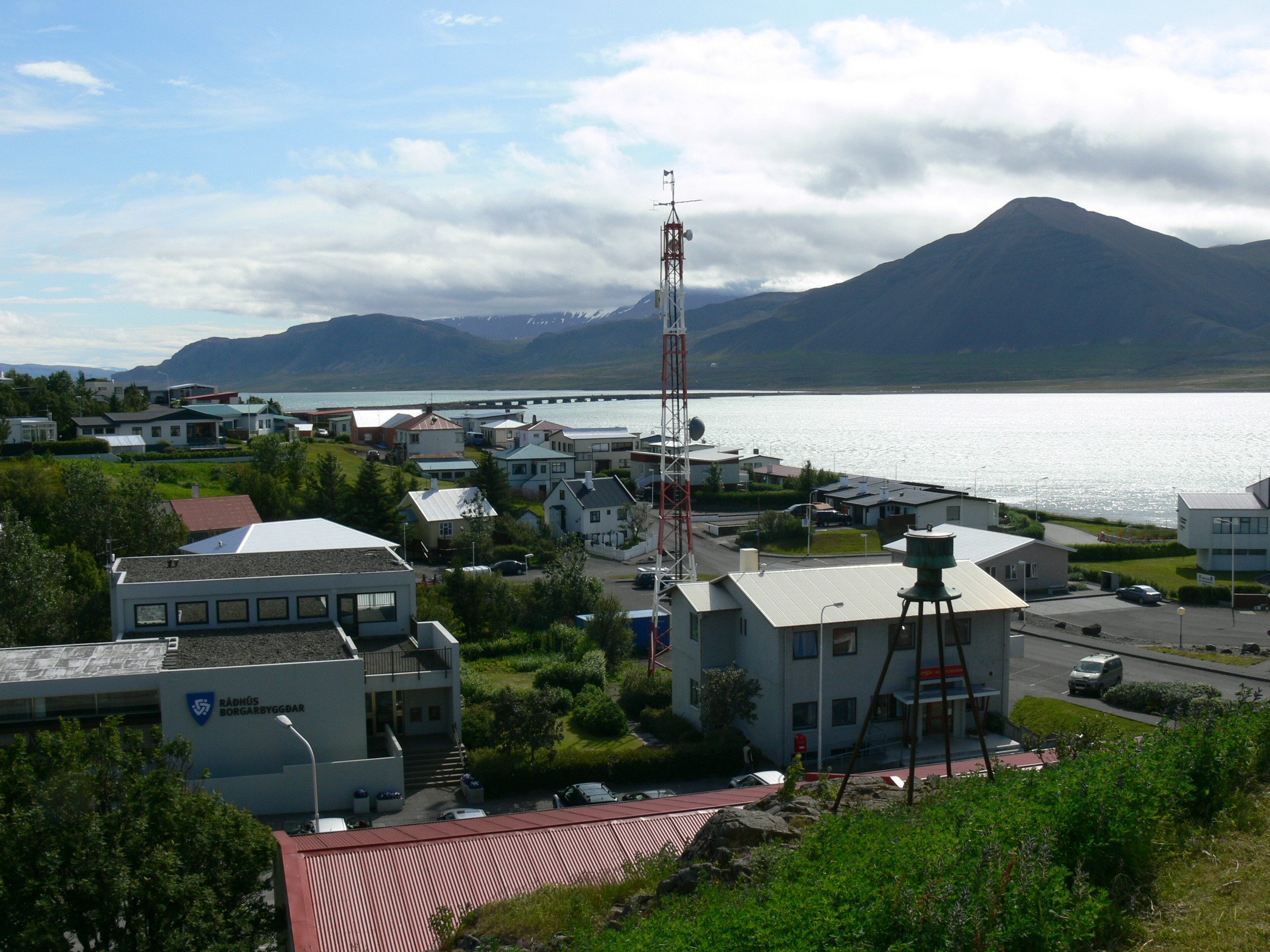
ボルガルネースの教会

### カウプフェラク・ボルグフィルジンガ
1904年に、協同組合 (mutual company) としてカウプフェラク・ボルグフィルジンガ (Kaupfélag Borgfirðinga、KB) が設立され、20世紀中はボルガルネースでもっとも大きな雇用を提供していた。
アイスランドの他の多くの協同組合（および多くのアイスランド協同組合連合会 (Federation of Iceland Cooperatives Societies, SÍS) の加盟組織）も同様だったが、KB は小売店舗、スーパー、ガソリンスタンド、屠畜場、乳製品加工場、製パン工場などを運営していた。またボルガルネース内外に他にも工場や会社などを保有していた。しかし20世紀末から経済力が落ち始め、KB Borgarnesi EHF という持株会社に転換せざるを得なくなった。2005年以降、それまでの KB のロゴ及び商標は使われないことになっている。

### 主要な産業
ボルガルネースは、アイスランド西部での商業の中心である。町の経済はレイキャヴィークからの旅行者および町の周囲の僻地にある別荘の利用者や農業従事者を対象としたサービス業、および種々の工業が主なものである。

#### 小売業および貿易業
- サムカウプ (Samkaup) スーパーマーケット
- フーサスミジャン (Húsasmiðjan) ホームセンター
- フラムケットルナルショゥヌスタン (Framköllunarþjónustan) 写真
- ヒルナン (Hyrnan) スーパーマーケット、小売店、飲食店、バス停管理、KB の保有
- ボゥヌス (Bónus) ディスカウントストア、ボイグル・グループ (Baugur Group) の所有
- ヴィンブーズ (Vínbúð) 酒とタバコの小売店チェーン、国営
- トヴェスト (Tvest) 電化製品小売

#### 銀行

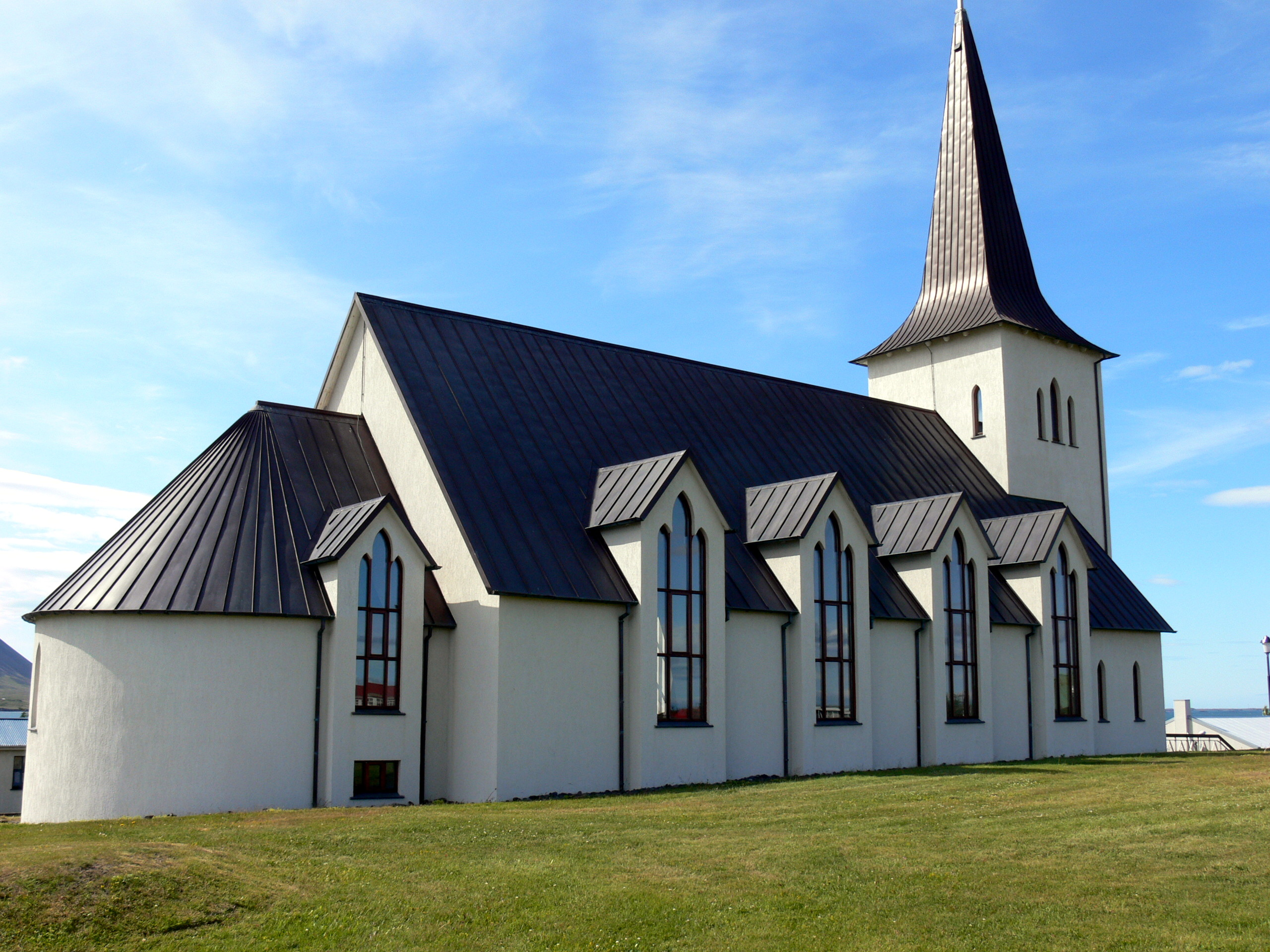
ボルガルネースの教会

- スパリショゥズル・ミーラシースル (Sparisjóður Mýrasýslu) 地域密着型の貯蓄銀行

#### 工場
- BM ヴァッラゥ (BM Vallá) 鉄鋼業、釘、鉄板、台車など
- ロフトルカ (Loftorka) セメント、建材（壁）、配管など
- ボルガルネース・キョトヴェルル (Borgarnes Kjötvörur、以前はキョティズナザルステズ (Kjötiðnaðarstöð)、KB の保有だった) 食肉加工
- エザルフィスクル (Eðalfiskur) サケ加工

## 交通機関
アイスランド第二位の橋、ボルガルフィヤルザルブルーがボルガルネース市街地とリングロードを結んでおり、これにより市街地からアイスランド各地に行けるようになっている。ボルガルネースの港はこれまでも交通機関として使われてはおらず、ボルガルネースへの移動手段はずっと陸路である。

## スポーツ
- スカットラグリームル (Skallagrímur) ボルガルネース最大のスポーツクラブ。バドミントン、陸上競技、バスケットボール、サッカー、水泳に加え、演劇などの活動もある。
- クヴェルドゥルフル (Kveldúlfur) 障害者スポーツのクラブ。
- ゴルフクルッブル・ボルガルネース (Golfklúbbur Borgarness) ゴルフクラブ。
- ミーグルートゥル FC (Mýgrútur FC) サッカークラブ。

## ギャラリー

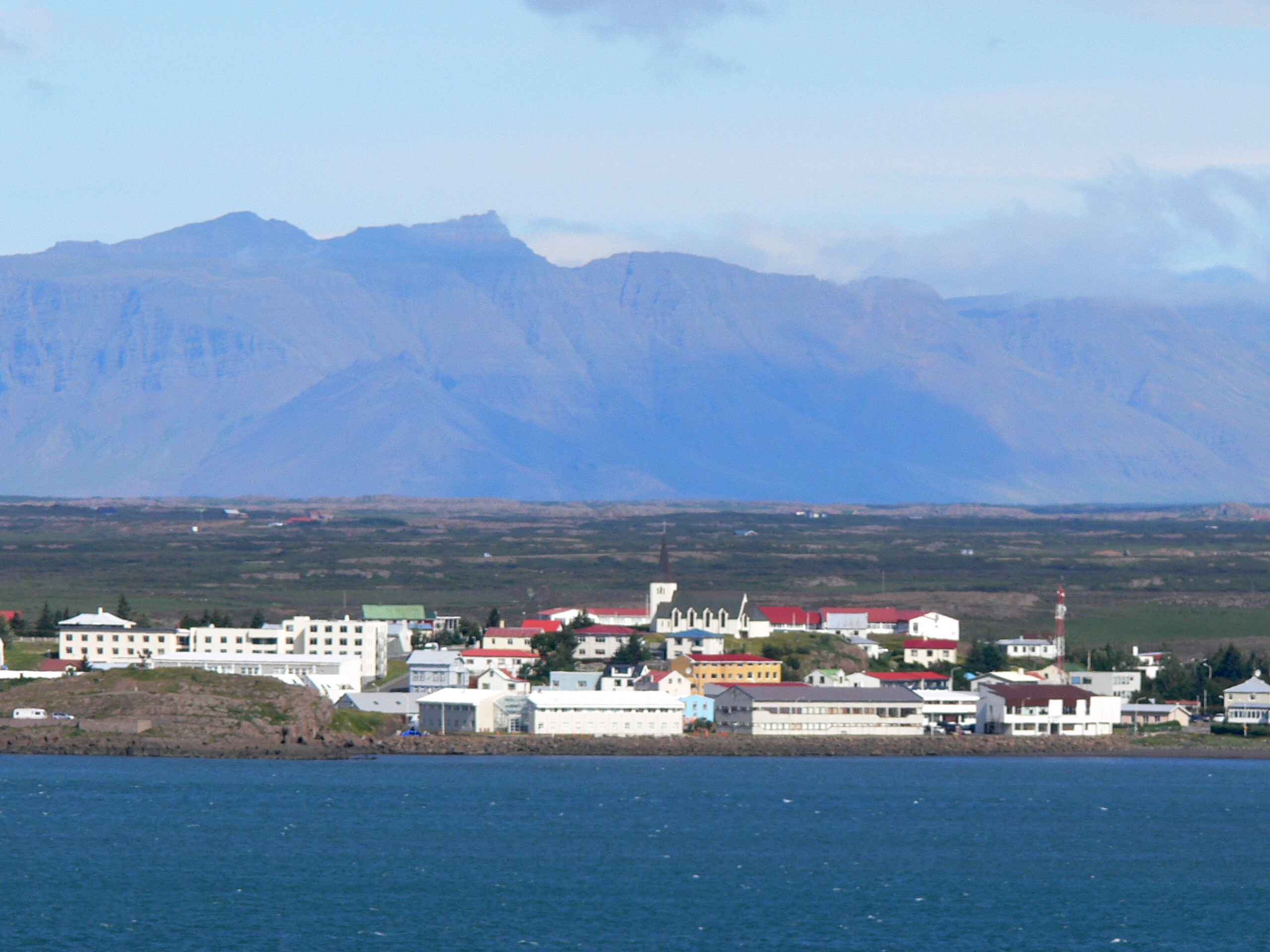
海から見たボルガルネース (2009年7月)
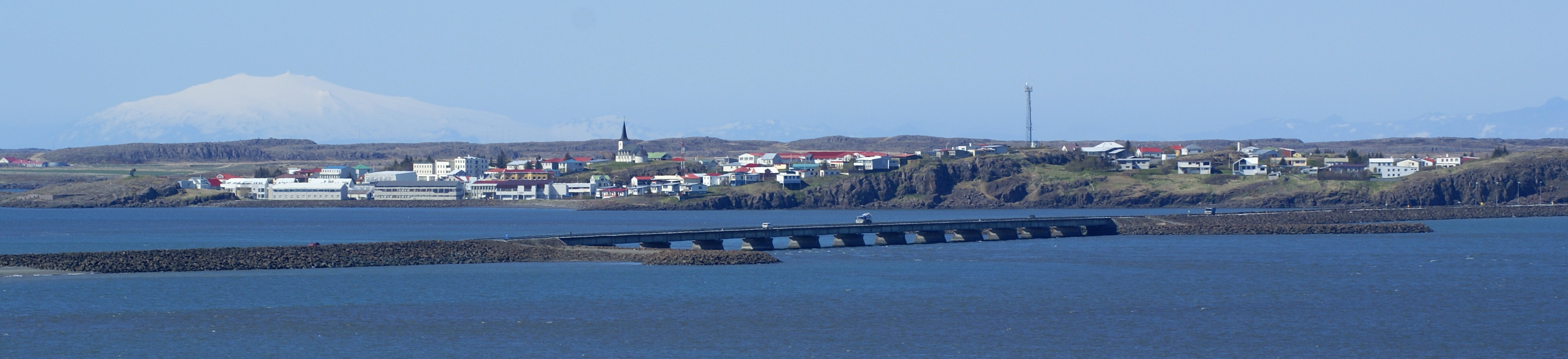
海から見たボルガルネース (2009年5月)
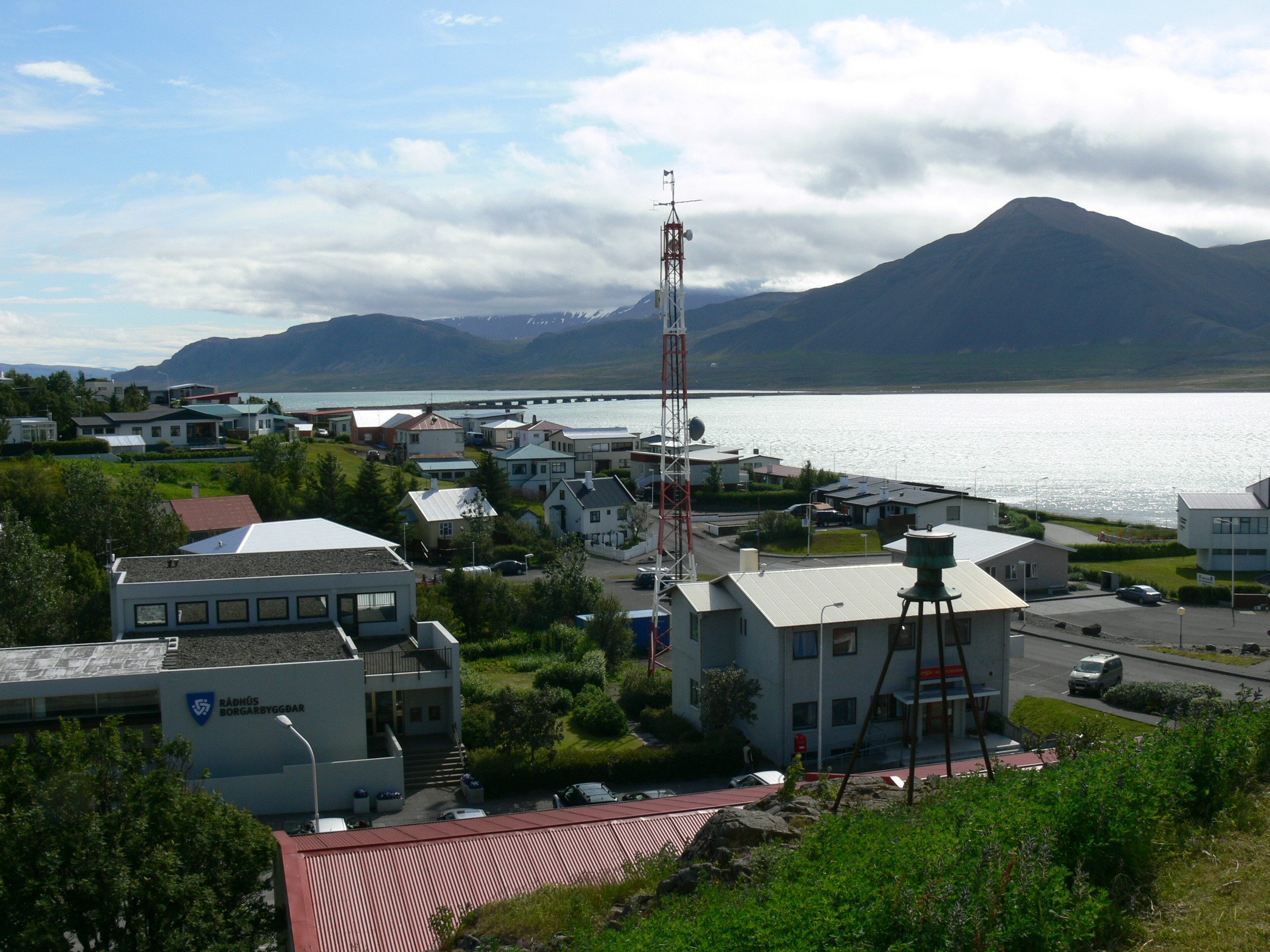
教会のある丘から見たボルガルネース (2009年7月)
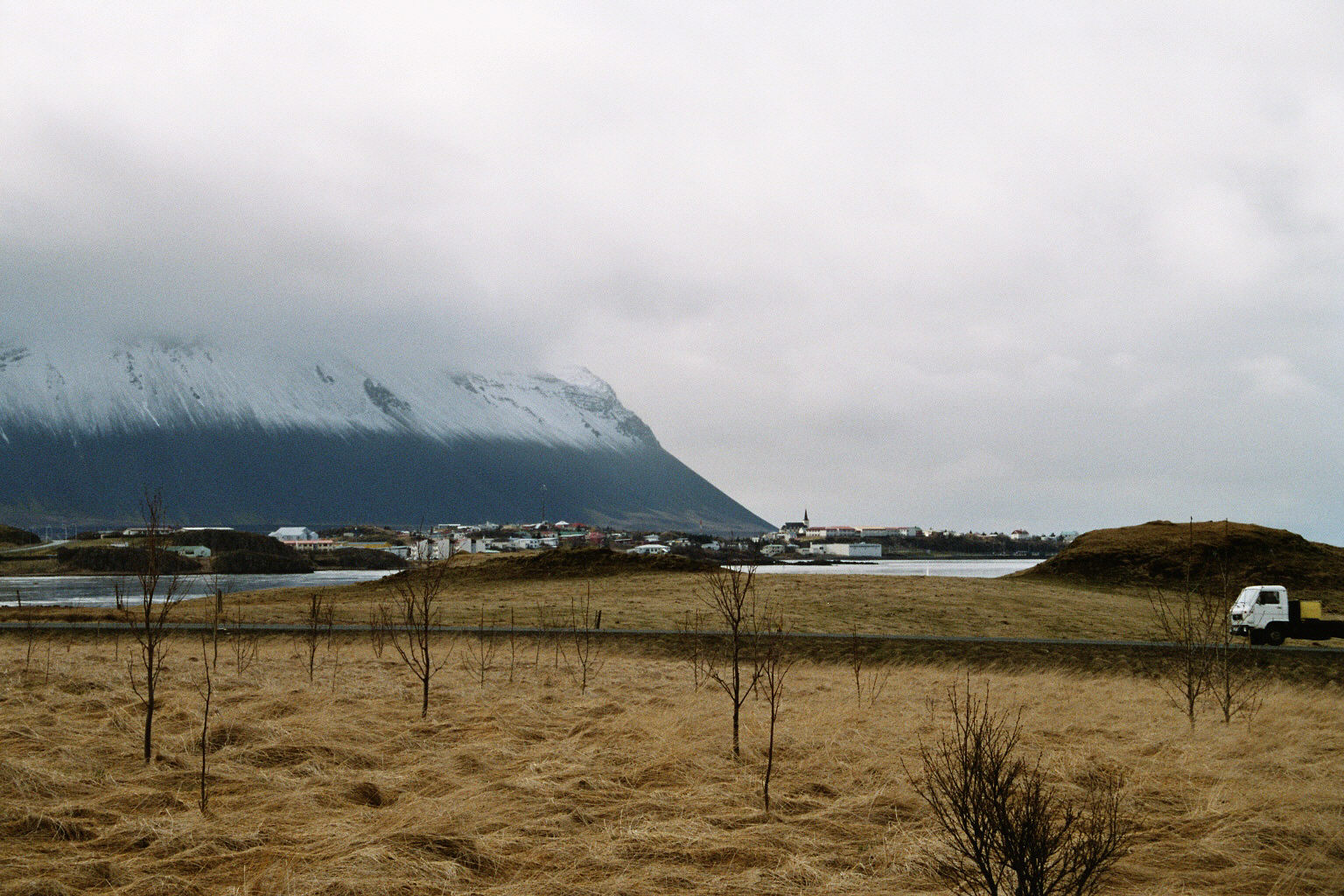
ボルガルネース (奥にハプナルフィヤットル Hafnarfjall が見える、2004年4月)
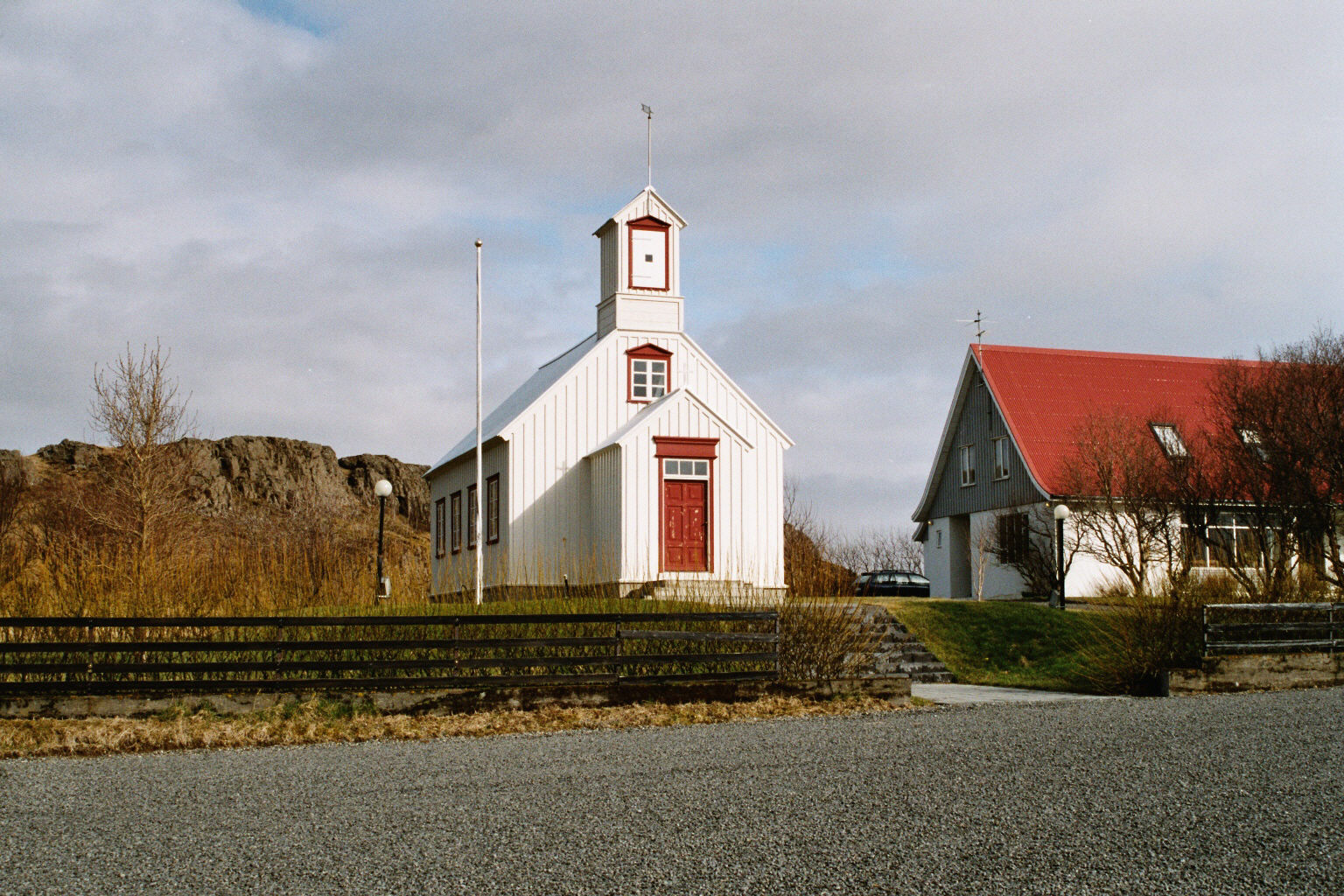
古い集落 (2004年4月)
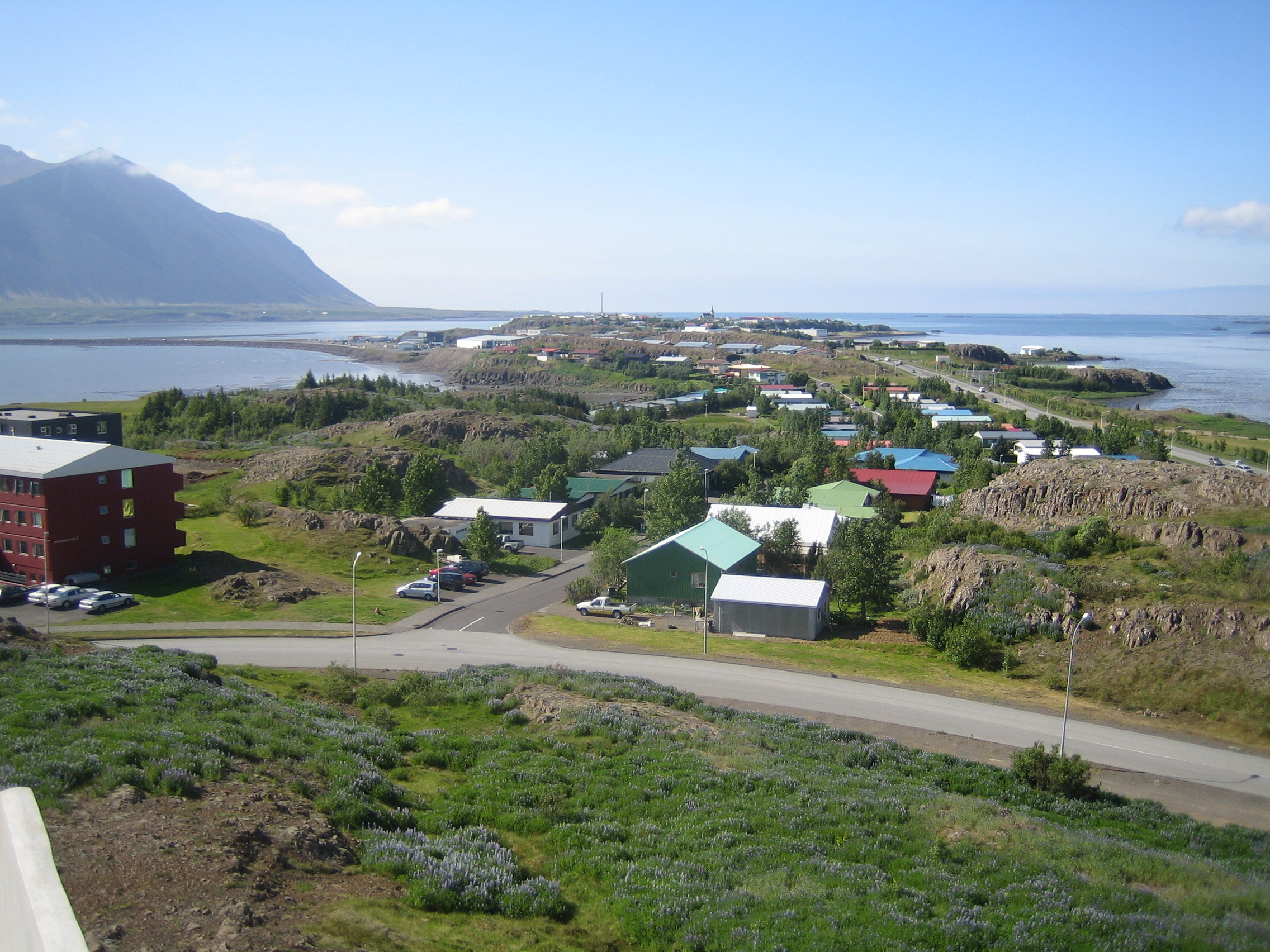
夏のボルガルネース (2007年7月)